# Ріта Гейворт і втеча з Шоушенка
«Ріта Гейворт та втеча з Шоушенка» (англ. Rita Hayworth and Shawshank Redemption, досл. «Ріта Гейворт та спокута Шоушенка») — повість американського письменника Стівена Кінга, яку було опубліковано в збірці «Різні пори року» у 1982 році. Фільм «Втеча з Шоушенка» 1994 року режисера Френка Дарабонта, який визнано найкращим фільмом за версією Internet Movie Database, є екранізацією цього літературного твору.

## Сюжет
Події повісті розгортаються впродовж 29 років. Оповідачем виступає чоловік на прізвисько Ред, ірландець середніх років, що відбуває покарання у вигаданій тюрмі Шоушенк (англ. Shawshank State Prison) в штаті Мен. Ред у 20 років застрахував життя своєї дружини, після чого заблокував гальма в їхньому авто. Це призвело до загибелі не лише його дружини, а й її подруги з малолітньою дитиною. Ред входить до еліти ув'язнених, тому що за окрему платню може роздобути майже все.
Його друг, який виступає головним героєм розповіді Реда, Енді Дюфрейн, потрапив до Шоушенка в 1948 році у віці 30 років. Це «невисокий, привабливий чоловік з піщаним волоссям і маленькими вузькими долонями… Він завжди виглядає так, ніби при краватці й ледь не в смокінгу. До в'язниці він працював віцепрезидентом крутого банку в Портленді». Енді засуджено за вбивство його дружини Лінди Коллінз Дюфрейн та її коханця, тренера з гольфу Глена Квентіна. Вбитих було знайдено в бунгало з чотирма кульовими пораненнями в кожного, а поряд знайшли револьвер, пляшки з-під пива та недопалки із відбитками Дюфрейна.
Енді був одним із небагатьох невинних ув'язнених Шоушенка. Насправді, дізнавшись про інтрижку дружини, він впав у глибоку депресію, купив револьвера, задумавшись про самогубство. Та 9 вересня, за день до вбивства, викинув пістолет у річку (під час слідства його так і не вдалося знайти). Наступного дня він посварився з дружиною, напився й слідкував за Ліндою й Гленом, після чого поїхав додому. Імовірно, слідство було проведено не надто ретельно, тому, незважаючи на докази Енді, присяжні визнали його винним. Так він опинився в камері 14 блоку номер 5 в'язниці Шоушенк.
Спочатку Енді просив Реда дістати йому геологічний молоток та полірувальні подушки для обробки камінців, пізніше — великий плакат із зображенням Ріти Гейворт, який розмістив у себе над ліжком.
Одного разу, коли Рей та Енді ремонтували дах у тюрмі, Енді порадив працівникові в'язниці як зберегти його гроші. Із цього часу він став консультантом з фінансових питань майже всіх охоронців Шоушенка. Коли у 50-х активно проводили торгівлю наркотиками, Енді «відмивав» гроші коменданта тюрми, за що йому було дозволено займатися тюремною бібліотекою (її Енді розширив утричі за фінансової допомоги влади).
Пізніше комендантом Шоушенка став баптист Нортон, який ретельно стежив за Енді. Дюфрейну стало відомо, що в іншій тюрмі утримується чоловік, що хвалиться вбивством тренера з гольфу Глена Квентіна. Нортон відмовився допомагати Енді в поновленні його справи й натомість запроторив його до карцера.
Увесь цей час Енді мріяв про відкриття власного готелю біля океану в Сіуатанехо, неподалік від Мехіко. Шість років тому помер його близький друг, який виготовив фальшиві документи на ім'я Пітера Стівенса й переказав на його рахунок всі заощадження Енді. У скрині Портлендського банку зберігаються всі документи Стівенса, а ключ від скрині заховано на північному боці лугу за 30 миль від Шоушенка. Тож Енді лишається знайти спосіб утекти і він почне життя як інша людина.
У 1975 році у віці 57 років Енді втік із в'язниці. Якось він виявив, що цемент для камери, в якій його утримували, було замішано неправильно — від цього стіни були вогкими й легко розсипалися. Протягом довгих років за допомогою геологічного молотка він розбивав стіну, за якою була каналізаційна труба, а діру приховував за допомогою плакатів із зображенням акторок.
Навесні 1977 року Реда випустили із Шоушенка. Йому вдалося знайти луг, на якому мав бути схованим ключ Енді. Там товариш залишив для нього листа, в якому пропонував йому приєднатися до нього в Сіуантанехо.

## Персонажі
- Елліс Бойд Реддінг (Ред) — оповідач;
- Енді Дюфрейн — його товариш, у минулому — віцепрезидент банку в Портленді, несправедливо ув'язнений за вбивство через ревнощі, якого він не вчиняв. Його хобі — геологія.
- Семюель Нортон — начальник тюрми Шоушенк;
- Байрон Гедлі — капітан, начальник тюремної охорони.

## Переклад українською
Уперше переклад книги українською з'явився у 2015 році у видавництві КСД у перекладі Олени Любенко.